# David Wotherspoon
David Wallace Wotherspoon (ur. 16 stycznia 1990 w Perth) – kanadyjski piłkarz pochodzenia szkockiego występujący na pozycji ofensywnego lub bocznego pomocnika, reprezentant Kanady, od 2024 roku zawodnik szkockiego Dunfermline Athletic.
Jego matka urodziła się w Kanadzie.